# Ernst Motzfeldt

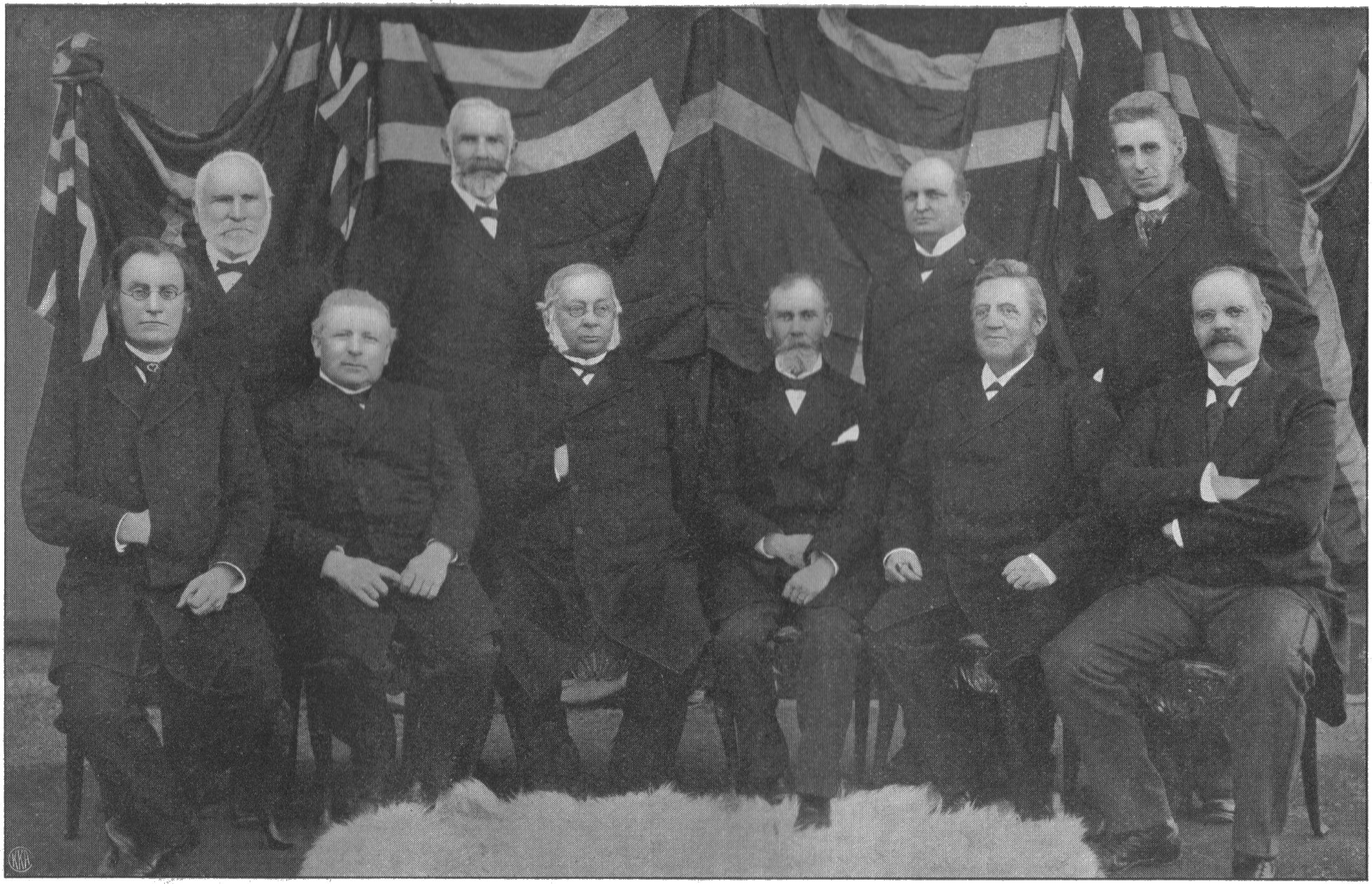
Ernst Motzfeldt (sittande som nummer två från höger) som medlem av Emil Stangs andra regering.

Ernst Motzfeldt, född den 1 mars 1842 i Kristiania, död den 10 juni 1915, var en norsk jurist och politiker, son till Ulrik Anton Motzfeldt, bror till Axel Motzfeldt, far till Ulrik Anton Motzfeldt. 
Motzfeldt tog 1864 juridisk ämbetsexamen, blev 1869 høyesteretsadvokat, var medlem av 1877 års kommitté för revision av sjölagen samt 1888-90 statsrevisor. Åren 1890-1912 var Motzfeldt høyeteretsassessor, med avbrott 1893-95, då han var medlem av Emil Stangs andra konservativa ministär. Han utgav bland annat farbroderns dagböcker och (anonymt) Stamtavle over familien Motzfeldt (1883).